# Élie Blanchard
Joseph Élie Blanchard (Montreal, Quebec, 3 d'agost de 1881 - ibíd., 12 de desembre de 1941) va ser un jugador de lacrosse quebequès que va competir a principis del segle xx. El 1904 va prendre part en els Jocs Olímpics de Saint Louis, on guanyà la medalla d'or en la competició per equips de Lacrosse, com a membre de l'equip Shamrock Lacrosse Team.